# Canon EF-S 17-85mm-objectief
De Canon EF-S 17-85mm f/4-5.6 IS USM is een zoomobjectief gemaakt door de Japanse fabrikant Canon. Dankzij de EF-S lensvatting kan dit objectief alleen gebruikt worden op Canon EOS-camera's die zijn voorzien van een zogenaamde APS-C-sensor (1,6x crop). Dit betekent dat dit objectief het equivalent is van een full-frame-objectief met een brandpuntsafstand van tussen de 27 en 136 mm.
De EF-S 17-85mm is verkocht in bundel met de EOS 30D, EOS 40D, EOS 50D en EOS 60D en wordt daarmee gepositioneerd boven de EF-S 18-55mm die doorgaans met instapmodellen wordt meegeleverd. 